# Torsten May
Torsten May (Glauchau, NDK, 1969. október 9. –) német ökölvívó.

## Eredményei
- 1991-ben amatőr világbajnok félnehézsúlyban.
- 1992-ben olimpiai bajnok félnehézsúlyban.

## Profi karrier
- 1996. augusztus 31-én mérkőzött az amerikai Adolpho Washington ellen az IBF cirkálósúlyú világbajnoki címéért, de pontozással alulmaradt.
- 1999. november 27-én az orosz Alekszej Iljin legyőzésével profi Európa-bajnok lett.
- 22 győzelem mellett 3 veresége van.
- Testvére Rudiger May szintén ökölvívó.